# Eric W. Weisstein
Eric W. Weisstein (n. 18 martie 1969, Bloomington, Indiana, SUA) este un fizician, astronom și enciclopedist american, care lucrează pentru Wolfram Research, Inc. și a construit enciclopediile online MathWorld și ScienceWorld, pe care le și administrează.

## Enciclopediile lui Weisstein
- Complete

- MathWorld (vezi MathWorld)
- ScienceWorld

- În dezvoltare

- Cărți științifice Arhivat în 18 februarie 2019, la Wayback Machine.
- Jocul vieții în teoria automatelor celulare Arhivat în 21 iunie 2018, la Wayback Machine.
- Muzică Arhivat în 11 iulie 2018, la Wayback Machine.
- Rachete Arhivat în 7 decembrie 2017, la Wayback Machine.